# Émile Dupont (homme politique, 1834-1912)
Pour les articles homonymes, voir Émile Dupont et Dupont ou Dupond.
Joseph-Émile Dupont, né le 23 juin 1834 à Liège où il meurt le 12 mars 1912, est un homme politique belge et militant wallon.

## Biographie
Né dans une famille de juriste, il suit la lignée familiale et devient docteur en droit à l'université de Liège. Il fut notamment bâtonnier au barreau de Liège à quatre reprises.
Avocat, grand bourgeois libéral doctrinaire, il siégea à la Chambre de 1864 à 1890 comme député libéral et au Sénat de 1890 à sa mort. Il fut vice-président du Sénat à partir de 1892.
En 1907, Léopold II le nomme ministre d'État.
Le 9 mars 1910, ce grand bourgeois lance le cri «Vive la séparation administrative!» après le vote de la loi sur les conseils de prud'hommes qui exige le bilinguisme des greffiers même dans les provinces francophones. Cette phrase est demeurée célèbre car ce cri fut en avance de deux années sur le Congrès wallon de Liège qui la prône peu de temps après sa mort sous l'impulsion de Jules Destrée et elle étonne bien qu'Émile Dupont soit intervenu à maintes reprises dans la discussion sur les lois linguistiques votées au Parlement belge depuis 1873.
Émile Dupont meurt à Liège le 12 mars 1912 (à 77 ans). Il est inhumé au Cimetière de Robermont.

## Hommage
- Place Émile Dupont à Liège.